# Partners (Barbra Streisand)
| Recensione | Giudizio |
| ---------- | -------- |
| AllMusic   |          |

Partners è il trentaquattresimo album in studio della cantante statunitense Barbra Streisand, pubblicato nel 2014 dalla Columbia Records.
Nella prima settimana dalla pubblicazione, l'album ha raggiunto la prima posizione della Billboard 200 con vendite superiori a 196 000 copie, facendo diventare Streisand l'unico artista ad aver piazzato un album alla prima posizione di tale classifica negli anni sessanta, settanta, ottanta, novanta, duemila e duemiladieci.

## Tracce
1. It Had to Be You (con Michael Bublé) – 4:23 (testo: Kahn – musica: Jones)
2. People (con Stevie Wonder) – 4:16 (testo: Merrill – musica: Styne)
3. Come Rain or Come Shine (con John Mayer) – 4:11 (testo: Mercer – musica: Arlen)
4. Evergreen (con Babyface) – 3:14 (testo: Williams – musica: Streisand)
5. New York State of Mind (con Billy Joel) – 4:47 (Joel)
6. I'd Want It to Be You (con Blake Shelton) – 4:07 (Dorff, Landers, Tomberlin)
7. The Way We Were (con Lionel Richie) – 4:29 (testo: A. Bergman, M. Bergman – musica: Hamlisch)
8. I Still Can See Your Face (con Andrea Bocelli) – 4:15 (Herms, Midnight, Landers)
9. How Deep Is the Ocean (con Jason Gould) – 4:20 (Berlin)
10. What Kind of Fool (con John Legend) – 4:45 (B. Gibb, Galuten)
11. Somewhere (con Josh Groban) – 4:06 (testo: Sondheim – musica: Bernstein)
12. Love Me Tender (duetto virtuale con Elvis Presley) – 3:37 (Ken Darby, Presley)

Tracce bonus nella versione Deluxe
1. Lost Inside of You (con Babyface) – 4:18 (Russell, Streisand) – inedito
2. I've Got a Crush on You (con Frank Sinatra) – 3:22 (testo: I. Gershwin – musica: G. Gershwin) – da Duets (1993)
3. I Finally Found Someone (con Bryan Adams) – 3:41 (Streisand, Adams, Hamlisch, Lange) – da The Mirror Has Two Faces (1996)
4. I Won't Be the One to Let Go (con Barry Manilow) – 4:40 (Manilow, Marx) – da Duets (2002)
5. Guilty (con Barry Gibb) – 4:28 (B. Gibb, R. Gibb, M. Gibb) – da Guilty (1980)